# Endasys sugiharai
Endasys sugiharai är en stekelart som först beskrevs av Tohru Uchida 1936.  Endasys sugiharai ingår i släktet Endasys och familjen brokparasitsteklar. Inga underarter finns listade i Catalogue of Life.